# Sentry
Sentry (Robert «Bob» Reynolds) y Void (Vigía y Vacio en España) son respectivamente un superhéroe y un supervillano que aparecen en los cómics estadounidenses publicados por Marvel Comics. Creados por Paul Jenkins y Jae Lee, con contribuciones conceptuales no acreditadas de Rick Veitch, aparecieron por primera vez en The Sentry #1 (2000).
Sentry aparece en la película de Thunderbolts* (2025), interpretado por Lewis Pullman.

## Historial de publicaciones

### Creación
A finales de la década de 1990, Paul Jenkins y Rick Veitch desarrollaron una idea de Jenkins sobre «un tipo envejecido, que contra una adicción, que tenía una relación estrecha con su perro» en una propuesta para la línea Marvel Knights de Marvel Comics. Jenkins concibió el personaje como «un tipo guardián, con una atalaya», y se le ocurrió el nombre «Sentry» («vigía» o «centinela» en español), después de considerar previamente «Centurion». Veitch sugirió que el personaje podría integrarse en la historia del Universo Marvel, con versiones del personaje desde la década de 1940 representadas en estilos artísticos que coincidan con los cómics de cada período. Veitch también sugirió que debido a algún evento catastrófico, todo recuerdo de Sentry habría sido eliminado de la memoria de todos, incluida la suya. Jenkins y Veitch decidieron que crearían no sólo una historia ficticia para Sentry dentro del Universo Marvel, sino también una historia de publicación ficticia en el mundo real, completa con creadores imaginarios («Juan Pinkles» y «Chick Rivet», anagramas de Paul Jenkins y Rick Veitch). Jenkins le presentó el concepto al editor de Marvel Knights, Joe Quesada y este decidió encargar una miniserie escrita por Jenkins y arte de Jae Lee, con quien Jenkins había trabajado previamente en una miniserie de los Inhumanos.

### Publicación
Sentry se presentó por primera vez en su miniserie Marvel Knights del año 2000, escrita por Paul Jenkins y con arte de Jae Lee. La miniserie tuvo cinco números y continúo inmediatamente con una serie one-shots que narraban flashbacks en los que Sentry se aliaba con Los 4 Fantásticos, Spider-Man, Ángel de los X-Men y Hulk. Estos one-shots culminaron con The Sentry vs. the Void, un one-shot adicional que concluyó la historia. 
En 2005, el escritor Brian Michael Bendis reutilizó a Sentry convirtiéndolo en miembro de los Los Nuevos Vengadores. Sentry jugó un papel menor en el primer arco argumental, «Breakout» (#1-6) y fue el foco central del segundo, «The Sentry» (#7-10), en donde el propio Jenkins aparece como personaje. También en 2005, Sentry tuvo una miniserie de ocho números, escrita por Paul Jenkins y dibujada por John Romita, Jr.. Sentry apareció en como miembro de Los Poderosos Vengadores y más tarde como integrante de Los Vengadores Oscuros, título en el que apareció de manera regular desde el #1 (2009) hasta su muerte en el evento Siege (Asedio).
En 2008 fue protagonista de la miniserie de seis números The Age of the Sentry, escrita por Jeff Parker con arte de Dave Bullock y Nick Dragotta.
En 2018 tuvo una serie regular, escrita por Jeff Lemire con arte de Joshua Cassara y Kim Jacinto, que fue cancelada después de cinco números.

## Biografía ficticia

### Sentry y el Universo Marvel
Bob Reynolds, de mediana edad y con sobrepeso, recuerda que él es Sentry, un superhéroe cuyo «poder de un millón de soles explosivos» se deriva de un suero especial.Al darse cuenta de que su archienemigo Void está regresando, Reynolds busca a varios personajes destacados de Marvel para advertirles y descubrir por qué nadie recuerda a Sentry.
Los recuerdos de los personajes sobre el Sentry y el Vacío resurgen cuando Reynolds habla con ellos. El Sentry había enseñado a Ángel a vencer su miedo a caer. Una fotografía de Peter Parker del Sentry le valió un premio Pulitzer y la fama. Hulk nunca había olvidado al Sentry, al que llamaba «Hombre dorado». Bajo la influencia del Sentry, Hulk había sido una fuerza del bien que había redimido sus acciones violentas y se había ganado la adoración del público. Mister Fantástico recordó que el Sentry era su mejor amigo y que los Cuatro Fantásticos habían formado equipo con él en muchas aventuras. Mientras tanto, el público en general fue recordando al Sentry, al igual que el antiguo sidekick de Reynolds, Billy Turner, antes conocido como el Scout (ahora con cicatrices y sin medio brazo, debido a un ataque del Vacío).
En el transcurso de su investigación, Reynolds y Mister Fantástico descubrieron lo que había sucedido: como el Vacío había amenazado a la Tierra, los héroes se enteraron de que el Sentry y el Vacío eran dos mitades de la misma persona. Se reveló que Sentry y su archienemigo se necesitaban el uno al otro para existir y que, cuanto más poderoso se hacía uno, más poderoso era el otro. Sentry recordó que fue él quien, para salvar el mundo, borró la memoria de casi todas las personas de la Tierra, incluido él mismo, derrotando así a Void. Mientras los héroes se encontraban a lo largo de la costa este de los Estados Unidos, unidos contra el Vacío que se acercaba, Reynolds se dio cuenta de que tenía que volver a hacer el sacrificio. Con la ayuda de su sirviente mecánico CLOC, Mister Fantástico y el Doctor Strange, Reynolds borró al Sentry de la memoria del mundo una vez más. Sin embargo, en los últimos paneles del final de un solo número, queda ambiguo si Reynolds realmente recuerda quién es a pesar del trabajo de Richards y Strange.

### Vengadores
Reynolds reaparece dentro de la prisión de supervillanos La Balsa, encarcelado voluntariamente por asesinar a su esposa Lindy Lee. Electro apaga el sistema de seguridad, provocando una fuga masiva de la cárcel de la que escapan 42 villanos. Varios de los villanos que escapan son atrapados, mientras Matt Murdock entra para hablar con Sentry. Sentry defiende a varios otros personajes de Carnage, a quien vuela al espacio y lo parte por la mitad.
Finalmente, Los Vengadores descubren que Mente Maestra, bajo la dirección de un enemigo de Sentry conocido sólo como el General, implantó un «virus» psíquico en la mente de Reynolds que creó delirios y la existencia del Vacío, que en realidad es la personalidad reprimida de Reynolds. El virus afecta la capacidad de Reynolds para recordar su vida con precisión y, como un grito de ayuda, inconscientemente implanta sus recuerdos en la mente del escritor de cómics Paul Jenkins, quien luego transfirió esos recuerdos a los cómics. Los Vengadores lo rastrean y le muestran que su esposa, a quien confesó haber asesinado, está viva y bien. Sentry huye y se despierta en la pequeña casa suburbana que comparte con Lindy. Su apariencia cambió en un instante y parece estar viviendo la vida de un hombre común y corriente. Pero los Vengadores lo han localizado nuevamente y, con el apoyo de Los 4 Fantásticos, los X-Men, los Inhumanos, Namor, Doctor Strange y S.H.I.E.L.D., lo confrontan e intentan razonar con él. Pero Robert, entre lágrimas, insiste en que se acerca el Vacío, que los destruirá a todos, y que no puede evitarlo. Llega The Void, una entidad separada de Robert, y adopta varias formas monstruosas diferentes mientras ataca. Aunque se produce una feroz batalla, en realidad nadie muere. Mientras todavía están dialogando y comienzan a comunicarse con él, el Vacío se desacelera hasta detenerse. Finalmente, la poderosa telépata Emma Frost puede liberar a Reynolds del virus y restaurar sus recuerdos, y Sentry se une a los Vengadores. El mundo en general, sin embargo, no recupera sus recuerdos de Sentry o del Vacío. En una asombrosa coincidencia, o un giro del destino, la Atalaya de Sentry aparece en lo alto de la Torre Stark, donde había estado todo el tiempo. «Supongo que lo estaba ocultando como parte de mi locura», explica Robert.
Sentry, que regresa como un héroe, captura los corazones del público mientras los periódicos se refieren a él como «el guardián dorado del bien», y salva cientos de vidas a diario.
Los problemas psicológicos de Reynolds, sin embargo, han empeorado. Incapaz de conciliar que Robert Reynolds, Sentry y Void son el mismo ser, Sentry contiene el Vacío en una bóveda en la Atalaya. A instancias de CLOC, el psiquiatra de Reynolds, el Dr. Cornelius Worth, entra a la bóveda y encuentra solo una silla y un espejo. El Dr. Worth se da cuenta de que el Vacío no está aprisionado en absoluto. Más tarde, durante una visita a la oficina, Cornelius confronta a Robert con este hecho, mostrándole artículos periodísticos que indican que las hazañas heroicas de Sentry parecen estar equilibradas en igual medida con otros actos horribles cometidos por el Vacío. El Dr. Worth le pidió a Robert que manifestara el Sentry para poder hablar con él, pero Robert se niega. Reynolds se enoja y se confunde, cambiando de forma entre Sentry y Void, antes de saltar (y romper) una ventana de la oficina. El Dr. Worth sigue a Robert y lo encuentra en el recinto ferial donde obtuvo sus poderes por primera vez. El recinto ferial quedó destruido y todos los clientes fueron evacuados, saliendo corriendo gritando.
El Dr. Worth se enfrenta a Reynolds, que sostiene un arma, y Reynolds le advierte al médico que se vaya. El Dr. Worth no se inmuta y le pide a Reynolds que guarde el arma y le advierte que sabe que Reynolds, a pesar de sus acciones como Void, todavía está tratando de hacer el bien. Luego, Reynolds manifiesta simultáneamente sus personajes Sentry y Void, quienes se dividen en dos entidades separadas. En particular, cuando Void se quita su máscara de tono negro, su rostro es el de Robert Reynolds. Reynolds le dice al Dr. Worth que él siempre fue el Vacío, lo que indica que el Vacío es en realidad la verdadera personalidad de Reynold, y describe al Sentry como una entidad separada. Habiendo revelado su secreto más profundo al Dr. Worth, Reynolds (aún en su personaje de Void y apuntando con un arma a la cabeza del Dr. Worth), le dice que debe matarlo ahora. Sosteniendo el arma a pocos centímetros de la sien del Dr. Worth, Reynolds le pregunta burlonamente al Sentry si es más rápido que una bala. Y con eso aprieta el gatillo y dispara el arma al Dr. Worth.
Después de un brillante destello de boca, el Dr. Worth se da cuenta de que todavía está vivo, y Sentry, que aparentemente permaneció quieto, abre la mano para revelar la bala disparada. Sentry reprende a Reynolds porque sabía que Sentry era lo suficientemente rápido como para evitar que la bala alcanzara la cabeza del Dr. Worth y que toda la estratagema fue en vano, ya que Reynolds nunca tuvo la intención de lastimar al Dr. Worth después de todo. Reynolds se pone la máscara/rostro negro del Vacío y acusa a Sentry de mentir, declarando al principio que Sentry no es real y luego despotricando que Sentry es la verdadera manifestación de Robert Reynolds. The Sentry, dirigiéndose al Vacío como Robert, señala que Robert creó el Sentry para no decir mentiras, y aclara además que Robert contrató al Dr. Worth para poder sacar a la luz su secreto y justificar la destrucción del mundo. The Void luego ataca al Sentry y los dos vuelan hacia el cielo.
Mientras el Dr. Worth observa a las dos entidades pelear en el aire, Sentry aparece detrás de él, con cortes y moretones en la cara y sin más señales de The Void. Sentry le explica al Dr. Worth que Reynolds lo contrató porque inconscientemente quería que alguien revelara que él es el Vacío al mundo, para ya no tener que ocultar esa verdad. El Dr. Worth le preguntó a Sentry si él también es Robert Reynolds, pero Sentry le respondió que él es simplemente un aspecto de Robert. Cornelius luego le pidió que aclarara cuál de los dos aspectos (El Vacío o el Centinela) es el verdadero Robert Reynolds. Sentry explicó que ni él ni Void representan la totalidad de Robert Reynolds, ya que los dos aspectos ni siquiera comparten recuerdos. Sentry luego le cuenta al Dr. Worth cómo Reynolds realmente obtuvo sus poderes cuando era adolescente: robando el suero del profesor e ingiriéndolo para drogarse. También fingió estar loco, sabiendo todo el tiempo que el Vacío nunca estuvo realmente en la bóveda de la Watchtower, para que Robert Reynolds mantuviera el Vacío inactivo y tampoco borrara a Sentry de la existencia. El Dr. Worth le dice al Sentry que no está seguro de si Robert Reynolds todavía puede hacer eso. Luego, Sentry se despide del Dr. Worth y le dice que buscará ayuda para responder a sus preguntas existenciales.
Sentry luego vuela y se encuentra con el Doctor Strange. Doctor Strange usa su magia para examinar los recuerdos de Sentry y su fuerza vital. Doctor Strange descubre que la fuerza vital de Sentry está incompleta. Mientras Strange y Sentry dialogan, se puede escuchar una tercera voz hablando, aunque solo Sentry puede escucharla. La tercera voz le dice a Sentry que él no es real y que no existe. El Doctor Strange, ajeno a la tercera voz, profundiza en los recuerdos de Sentry y revela que incluso la propia comprensión del Sentry sobre sus orígenes es errónea. Doctor Strange finalmente descubre un recuerdo profundo de un edificio secreto parecido a una fortaleza, que Sentry reconoce como la base de operaciones del Profesor. El Doctor Strange, repentinamente superado por el pánico y el miedo, cierra la sonda mental mágica y le ruega al Sentry que no siga con esto.
Sentry decide buscar la base revelada en la sonda mental mágica del Doctor Strange, ya que todavía puede escuchar la tercera voz que le dice que «nada de esto es real». Antes de que Sentry se embarque en su viaje, regresa a la casa del Dr. Cornelius Worth y envía a Watchdog para proteger a la familia del médico y a Lindy Lee, quien también está presente en la casa. Sentry se pregunta si realmente es el marido de Lindy Lee, ya que puede que no sea el verdadero Robert Reynolds. El Dr. Worth le ruega a Sentry que cure a su hija enferma, que se encuentra en estado catatónico. Sentry rechaza su solicitud, citando que si mostrara preferencia por la hija del Dr. Worth, éticamente tendría que hacer esto por todos. Sentry parte para encontrar la base y, después de un breve momento, la hija del Dr. Worth sale de su estado catatónico y habla con su padre, sorprendiendo al médico, quien se da cuenta de que Sentry la había curado de todos modos.
Sentry encuentra la base en sus recuerdos, pero es destruida. Cuando entra, la tercera voz en su mente se hace cada vez más fuerte, diciéndole que nada de esto es real, que es un asesino y que no es un héroe. Cuando ingresa a la base, Sentry de repente se encuentra sentado en una habitación cerrada y acolchada, echando espuma por la boca y con una camisa de fuerza. De repente, la voz de un hombre a través de un altavoz le dice que es un paciente mental que ha sido sometido a una terapia de shock y ha despertado de un sueño profundo, y que se llama John Victor Williams.
A Sentry le dicen que sus recuerdos son falsos y que, de hecho, es un paciente enloquecido que mató brutalmente a su vecina de al lado, Melinda Jensen, a quien Sentry al principio reconoció como su esposa Lindy Lee. Después de un tiempo, Sentry aparentemente acepta esta nueva versión de la realidad, creyéndose posiblemente John Victor Williams y un prisionero en un centro de atención psiquiátrica. El profesor está en las instalaciones, tratándolo como a su médico. Sentry, que ahora aparece en el cuerpo y la forma de Robert Reynolds, manifiesta aspectos de sus viejos recuerdos, que el profesor descarta como parte de sus delirios. Finalmente, Sentry se da cuenta de que esta versión de la realidad es completamente una construcción mental falsa y que en realidad está atado a una mesa, encerrado en una máquina que lo mantiene sedado e implanta estos recuerdos falsos. Sentry sale de la máquina y ve que está en lo profundo de la base que había buscado, que resultó ser una instalación secreta de S.H.I.E.L.D. Nick Fury está presente, al igual que el Profesor y el Doctor Strange, quien se reveló como el autor de las falsas construcciones mentales. El Doctor Strange intenta explicar que estaba haciendo esto por el bien de Sentry, pero Sentry se niega a escucharlo. Agarra al profesor y le pide una explicación. El profesor revela que tiene un dispositivo termonuclear implantado en su interior que detonará si revela el verdadero secreto del origen de Sentry. Cuando el Profesor decide decírselo, Nick Fury activa la bomba, lo que obliga a Sentry a llevar al Profesor a la estratosfera. Antes de que el Profesor detone, le dice a Sentry que busque el Vacío en la Antártida, advirtiéndole que el Vacío sabe la verdad. El profesor muere en la explosión y el Sentry regresa a la Tierra en dirección a la Antártida.
En una batalla final en la base del Vacío en la Antártida (a la que él llama el 'Hidey-hole'... lo opuesto a la Watchtower, así como COLC, su 'Computadora para destruir completamente la vida', es lo opuesto a CLOC), el Void afirma que Reynolds en realidad había ingerido una versión supersaturada y exponencialmente más potente de la fórmula del Supersoldado que creó al Capitán América. El gobierno consideró que esto era peligroso porque la sangre de Sentry podría usarse para crear más suero, suficiente para todo el mundo. Se hicieron varios intentos fallidos de matarlo. Enfurecido por esta revelación, Sentry arroja el Vacío al Sol y le dice a su enemigo que ya no lo necesita para equilibrar sus propias acciones de bien. El Vacío promete regresar.
A continuación, Yelena Belova ataca a los Vengadores y absorbe los poderes de Sentry. Después de que Belova derrota a cada uno de los Vengadores, es derrotada por la manifestación del Vacío, que la envuelve e incapacita. Sentry le dice a Belova que absorber sus poderes la ha expuesto al Vacío, pero si ella responde a sus preguntas, él puede despedir al Vacío.
El gobierno de Estados Unidos envía a Sentry para detener a Iron Man, quien ha sido controlado mentalmente para asesinar a varios ex terroristas de alto perfil. Incapaz de encontrar debilidades físicas o dejar atrás a Sentry, Iron Man ataca la mente de Sentry; Hackea CLOC de forma remota y bombardea a Sentry con advertencias sin filtrar sobre múltiples desastres devastadores que ocurren simultáneamente en todo el mundo. Incapaz de priorizar qué alarma abordar primero, Sentry cae al suelo llorando, completamente incapacitado.

### Civil War
Sentry se pone del lado del programa Pro-Registration de Iron Man. Se le ha visto en un cartel promocional titulado «Civil War: The Final Battle», nuevamente del lado de Iron Man. El acompaña a un equipo de S.H.I.E.L.D. para luchar contra Wolverine y le dice que no quiere involucrarse pero que no ve otra opción; Afirma que tiene que detener este feo negocio incluso si eso significa convertirse en parte de él por un tiempo. Luego deja inconsciente a Wolverine y lo entrega a S.H.I.E.L.D.
Tratando de escapar de la batalla, creyendo que cada camino que pueda elegir conducirá en última instancia a la muerte de las personas que conoce (uno de sus pensamientos en este punto consiste en él y Hulk regresando triunfalmente a la Tierra y «poniendo fin» a la guerra matando a todos los héroes), Sentry se retira a la luna, donde se enfrenta a los Inhumanos que viven allí. Considerado una amenaza, se le ordena seguirlos hasta la presencia de Black Bolt. Luego, después de una discusión sobre los eventos de la Guerra Civil con los (aún inconscientes) Inhumanos, él reaviva su amistad con ellos y casi reanuda su relación pasada con Crystal. Luego se enfrenta al propio Iron Man, quien finalmente convence a Sentry, aún reacio, para que se una a él.
Se afirma que Sentry anuncia públicamente su apoyo a la Ley de Registro tres días después de la batalla culminante de la serie limitada de Civil War.

### Los Poderosos Vengadores
Sentry es reclutado por Tony Stark para ser parte de Los Poderosos Vengadores, la encarnación más reciente del equipo de Vengadores. Si bien al principio hay una disputa entre Sentry y su esposa, Robert se une al equipo mientras Tony Stark y Ms. Marvel le ofrecen ayuda para combatir sus problemas mentales. Se le describe como el miembro más poderoso del equipo, pero carece del entrenamiento adecuado sobre cómo usar sus habilidades, por lo general se disculpa por sus errores (disculparse por dañar un edificio y ser arrojado a un dirigible).
En la batalla contra la forma femenina de Ultron, los dos demuestran estar igualados. Ninguno de los dos puede ganar hasta que Ultron usa un virus para derribar el Helicarrier. Ultron luego inicia el «Plan B» y mata a Lindy, la esposa de Sentry.
Un Sentry enfurecido ataca a Ultron una vez más. En un intercambio de golpes, Sentry es derribado mientras Ares y Ant-Man proceden a infectar a Ultrón con un virus destinado a destruirlo. Poco después, Sentry ataca una vez más a Ultrón, casi comprometiendo el plan de los Vengadores, casi destruyendo a Ultrón arrancándole la cabeza. Antes de que pueda terminar, él es golpeado por Ms. Marvel. Después de la derrota de Ultron, regresa a la Atalaya y encuentra a su esposa Lindy viva y bien, aparentemente habiéndola revivido él mismo. Más tarde, Stark se sorprende cuando Lindy, aterrorizada, le pide en secreto que encuentre una manera de quitarle el poder o matar a su marido.
Sentry luego ayuda al equipo cuando atacan a Latveria, pero termina atrapado en el pasado con Doctor Doom y Tony. Está asombrado de ver su antiguo yo y el Vacío. Ataca enojado al Doctor Doom hasta que Tony explica lo sucedido. Sentry los encuentra y Stark envía a Bob al Edificio Baxter para que puedan usar la máquina del tiempo de Mister Fantastico; Dado que su «hechizo» borró todos los recuerdos de sus acciones pasadas, puede hacer cualquier cosa en el pasado y estar seguro de que no afectará el presente. Sentry llega a él, primero teniendo que lidiar con Thing, a quien derrota fácilmente. Después de regresar al presente junto con Iron Man, encuentra al resto de los Vengadores enzarzados en una batalla con el Doctor Doom. Sentry rápidamente somete a Doom, quien luego es llevado a la custodia de S.H.I.E.L.D.

#### World War Hulk
Una confrontación entre Iron Man y Hulk termina con la Atalaya de Sentry cayendo directamente a través de la sede de la Torre Stark/Avengers, destruyéndola.Mister Fantastico intenta construir una máquina que proyectará una proyección del Sentry y recrea su aura calmante, con la esperanza de que calme a Hulk, pero Hulk ve a través de la ilusión.
Más tarde, en un enfrentamiento entre Hulk y Los 4 Fantásticos, la Mujer Invisible intenta llamar al verdadero Sentry para pedir ayuda, pero este no responde la llamada y está sentado en su apartamento viendo la televisión. El Presidente de los Estados Unidos intenta convencer a Sentry de que luche contra su viejo amigo Hulk. El presidente tropieza con las palabras de persuasión preestablecidas e intenta improvisar una petición de ayuda. Sentry se niega.
Después de que Hulk convierte el Madison Square Garden en una arena de gladiadores y obliga a los miembros Illuminati Mister Fantastico, Doctor Strange, Black Bolt y Iron Man a luchar entre sí, los militares recurren a Sentry en busca de ayuda una vez más. Sentry admite su miedo a su tremendo poder mezclado con su agorafobia, afirmando:
Es la agorafobia. Algunos días es... no puedo... Lo siento, Tony. Tendréis que encargaros de esto vosotros mismos.
...
Contra un oponente tan poderoso... La cantidad de energía que tendría que gastar... si yo... perdiera el control, aunque fuera por un milisegundo... — Sentry
Después de ver los eventos en la televisión y presenciar cómo Hulk aparentemente decide, al estilo romano, obligar a Mister Fantástico a matar a Iron Man, sale de su casa diciendo que «es hora de jugar a ser Dios».
Sentry se enfrenta a Hulk, que ahora es lo suficientemente fuerte como para destruir la Tierra en su estampida, y desata su poder. Durante la prolongada pelea, ambos gastan enormes cantidades de energía, casi destruyendo Manhattan y desintegrando edificios enteros. Sentry comienza a perder el control y Banner se ve obligado a detenerlo antes de que la energía que libera Sentry consuma la ciudad. Después de que Banner da el golpe final, Robert Reynolds, con el rostro destrozado, le agradece antes de colapsar inmediatamente ante sus pies, y ambos vuelven a su forma humana.

#### Invasión secreta
Cuando se descubre una nave espacial Skrull acercándose a la atmósfera de la Tierra, los Poderosos Vengadores y los Nuevos Vengadores se dirigen simultáneamente a la zona de choque prevista en la Tierra Salvaje con numerosos superhéroes vestidos con sus viejos trajes. Sentry lucha contra un Skrull que se transforma en el Vacío, culpando de toda la situación a los deseos ocultos de Sentry. Presa del pánico, Sentry huye.Al mismo tiempo, una invasión Skrull a gran escala comienza con la Atalaya donde Lindy está siendo atacada, pero aparece el Vacío, defiende a Lindy y le dice que Sentry no puede manejar la situación y que «Haga lo que pueda. No lo hago, puedo».

### Vengadores Oscuros
Sentry se une a los Vengadores Oscuros, el equipo personal de Vengadores de Norman Osborn, afirmando que Osborn lo está ayudando a cambio después de que Osborn le confía su propia deficiencia mental a Bob.Al enfrentarse a la hechicera Morgan le Fay, Sentry la mata solo para que ella vuelva a la vida y lo mate a su vez.Después de que los Vengadores Oscuros y el Doctor Doom derrotan a Morgan, el equipo regresa a la ciudad de Nueva York para encontrar que Sentry reaparece vivo y coleando.Después de un ataque terrorista por parte de una célula atlante, Norman Osborn exige hablar con el Vacío y le dice que mate a todos los terroristas. Sentry obedece, pero se le ve con ojos negros, lo que indica el regreso del Vacío dentro de la persona Sentry.
Cuando estallan disturbios antimutantes en San Francisco, los Vengadores Oscuros y H.A.M.M.E.R. intervienen para contener la situación. Sentry observa cómo se sofocan los disturbios, cuando los Vengadores Oscuros se unen a los X-Men Oscuros de Norman contra los X-Men, Emma Frost libera el Vacío de Sentry para sacarlo del campo de batalla. Sin embargo, una porción del Vacío queda contenida en su mente, lo que obliga a Emma a cambiar a su forma de diamante para mantenerlo contenido. Cuando Psylocke, el Profesor X y Cyclops intentan ayudar a Emma, ella posteriormente le pasa la astilla del Vacío a Cyclops, a quien el Vacío consideró que podría serle más útil. Sin embargo, después de años de salir y estar casado con la telépata mutante más poderosa del mundo, Jean Grey, Cyclops usa todo lo que ella le enseñó para encerrar con éxito el Vacío dentro de una prisión psíquica irrompible dentro de su propia mente.
Cuando Sentry regresa a la Torre de los Vengadores, Lindy le dispara porque teme su forma de pensar, pero él regresa ileso.
Los Vengadores son enviados a investigar desapariciones en Dinosaur, Colorado, y el Sentry se desintegra cuando se acerca a la zona.El equipo descubre que el Hombre Molécula, aislándose, es el responsable. Reece está perdiendo contacto con la realidad y lucha por diferenciar entre lo real y sus creaciones. Después de que los otros Vengadores Oscuros han sido derrotados, la asistente de Osborn, Victoria Hand, convence a Owen de restaurar la realidad y dejarlo solo. Sentry regresa en mitad de la conversación y ataca a Molecule Man solo para ser destruido nuevamente. El Sentry se reforma una vez más, pero esta vez bajo la influencia del Vacío. Cuando un misil distrae a Owen, Sentry toma el control del cuerpo de Reece y le dice a Owen que restablezca la realidad o muera. Reece aparentemente lo obliga, pero muere, lo que hace que Bob/Void crea que no pueden morir. Bob recupera el control de su cuerpo, pero no parece recordar haber matado al Hombre Molécula. Ms. Marvel reflexiona que el ataque de nervios que reescribió la realidad de la Bruja Escarlata fue insignificante en comparación con la amenaza que representaba que Sentry perdiera el control.
Sentry encuentra a un Noh-Varr fugitivo en las calles de Manhattan. Estalla una batalla y Sentry se distrae cuando una chica llamada Annie usa una de las armas de Noh-Varr. Esto crea tiempo suficiente para que Noh-Varr escape.
Después de dispararle a Robert, aparentemente matándolo, Lindy registra los orígenes de Sentry como drogadicto (previamente revelado) y que encontró el súper suero del Profesor por accidente. Después de beber el suero, Bob destruye accidentalmente el laboratorio, matando a su compañero y a dos guardias. Como Sentry, Bob vive una vida de héroe, olvidándose de su pasado como ladrón y adicto, culpándolos a «un hombre del saco» que se convertiría en el Vacío. Lindy sabía que las órdenes de Osborn y la réplica del suero estaban desbloqueando el Vacío nuevamente (Osborn lo llama «su arma secreta»). Cuando Bob se recupera, su personaje del Vacío intenta matar a Lindy mientras afirma ser Galactus, solo para ser detenido por Sentry, quien intenta destruir el Vacío (y a él mismo) en el Sol, solo para sobrevivir y ser convencido de regresar a casa.
A su regreso, el Vacío ha tomado el control del cuerpo de Robert. Con zarcillos negros lloviendo del cielo, el Vacío daña gravemente varios edificios y mata a algunos inocentes. Como Iron Patriot, Osborn vuela al Vacío, alegando que estaba rompiendo su «acuerdo». Norman luego hace que Bullseye asesine a Lindy.

#### Asedio
Durante la historia de 2010 «Asedio», cuando Osborn ataca la ciudad de Asgard, Sentry, que sirve a Osborn, se enfrenta a los Vengadores y otros que se rebelan contra Osborn. A petición de Osborn, Sentry destruyó Asgard.Void luego toma el control total, Sentry mata a Ares para sorpresa de los combatientes. Después de derrotar a todo el contingente de Vengadores, Sentry finalmente vuelve a su forma humana luego del resurgimiento de los Vengadores por parte de Loki usando las piedras de Norn. Luego pide que lo maten y, tras un breve estallido del Vacío, su deseo es concedido por Thor.Thor respetuosamente lleva el cuerpo de Reynolds al sol y lo crema allí.
En un servicio conmemorativo para Bob Reynolds, CLOC comenta que reconstruiría la Watchtower (que desapareció en el momento de la aparente muerte de Bob) en un lugar no revelado en preparación para el regreso del Sentry, y que a nadie se le permitiría acercarse. CLOC luego le da a Mister Fantastico a Sentry el diario y le indica que lea la oración final de la página diecinueve, cuyo contenido Reynolds sabía que solo Mister Fantastico entendería. Cuando se le pregunta al respecto, Mister Fantástico se guarda la información para sí mismo.

### Jinete del Apocalipsis
Más tarde, Sentry es resucitado por los Gemelos Apocalipsis, quienes usan una Semilla de la Muerte Celestial para transformarlo en un miembro de sus nuevos Jinetes de la Muerte. Sentry afirma que quedó atrapado en el sol después de su muerte anterior a manos de Thor, muriendo y regenerándose una y otra vez, y que el Vacío se «aburrió» y lo abandonó. El ataca a los Vengadores e inicialmente captura a Thor,pero en una confrontación posterior es bloqueado por un gusano de arena controlado por Avispa.Después de la derrota de los Gemelos Apocalipsis, Sentry toma el cadáver del Verdugo Celestial y se ofrece a llevarlo al espacio profundo, lejos de la Tierra. Avispa afirma que Sentry es digno de confianza ya que ahora se ve a sí mismo como el protector cósmico de la humanidad.

### Marvel Legacy
Se revela que el Doctor Strange curó a Robert de su condición y puso el Vacío en una cámara de su Sanctum Sanctorum. Cuando Loki se convirtió en el nuevo Hechicero Supremo, Stephen pidió ayuda al Centinela, que ahora reside en la cima de una montaña.Debido a la curiosidad de Loki sobre la cámara, Stephen la abre, desatando el Vacío.Esto hace que el Vacío posea al Doctor Strange; sin embargo, con la reposición de su magia por parte de Loki y la ayuda de Sentry, Strange es liberado por su influencia y juntos vuelven a encerrar el Vacío. Un Robert enojado y desconfiado golpea a Strange y le dice que lo deje en paz.
Más tarde se revela que el Doctor Strange creó un dispositivo llamado Confluctor que creó una dimensión de bolsillo donde Robert Reynolds puede ir una vez cada 24 horas para ser el Centinela y luchar contra el Vacío con Scout y Watchdog. Esto evitará que se convierta en el Vacío en el mundo real. Robert le confía a Billy Turner (anteriormente el Scout) sobre la dimensión de bolsillo. Sin que él lo sepa, Billy idea un complot con uno de los enemigos más antiguos de Sentry, Cranio, para duplicar la fórmula de Sentry y atrapar a Robert Reynolds en la dimensión de bolsillo, para que Cranio pueda gobernar allí y Billy sea el nuevo Sentry.El plan se frustra cuando S.H.I.E.L.D. y Iron Man arrestan a Robert Reynolds por no verificar su «libertad condicional», pero él desata el Sentry y escapa. Billy toma la fórmula Sentry y lucha contra Reynolds. Están igualados hasta que Reynolds, mientras está en sus pensamientos subconscientes, decide dejar de luchar contra el Vacío y convertirse en uno con él. El Sentry recién fusionado mata fácilmente a Billy y luego saca a Cranio de la dimensión de bolsillo. Iron Man regresa con los Vengadores, pero no pueden detener al nuevo Sentry. Mientras Reynolds se prepara para irse, Iron Man pregunta si se supone que deben simplemente confiar en que hará lo correcto de ahora en adelante. Reynolds responde: «No tienes otra opción» y vuela al espacio.
Durante la historia de «Rey de Negro», Sentry regresa con su apariencia dorada y ha sido llamado por los Vengadores para ayudar a luchar contra Knull. El intenta llevar a Knull al espacio, como lo había hecho con Carnage, solo para que Knull se libere y parta a Sentry por la mitad, absorbiendo el Vacío que emerge del cuerpo de Sentry, hacia el suyo.Valkyrie Jane Foster luego lleva el alma de Robert al Valhalla.
Más tarde, el cadáver de Sentry es reensamblado y utilizado por el director None y el Cartel de la Blasfemia para albergar a 100 millones de fantasmas que gritan con la intención de destruir a Stephen y Clea Strange, pero la pareja rompe el hechizo que mantiene a los fantasmas contenidos, y el cadáver de Sentry explota por la fuerza del liberación de fantasmas.

## Debilidad mental
En el número 1 de World War Hulk se confirmó que Sentry era un héroe altamente manipulable por Reed Richards y Tony Stark, quienes lo convencieron de enfrentar a un extremadamente enfurecido Hulk, sediento de venganza contra los integrantes de los Illuminati que lo exiliaron de la Tierra. Esa debilidad mental contrasta con la actitud rebelde de Sentry en el número 5 de Civil War, donde se mantiene al margen de un combate entre los Poderosos Vengadores (de los que formó parte) y Rayo Negro, en una manifestación de disenso respecto a la posición que Iron Man tomó en relación con el robo de los cristales Terrigen, que son propiedad de los
Inhumanos.
También sufre de trastornos mentales como la bipolaridad, ansiedad, depresión entre otros, siendo este a su vez, sus debilidades más notorias, como también lo que lo hace uno de los seres más peligrosos del Universo Marvel.

## Poderes y habilidades

### Sentry
Los poderes de Sentry aparentemente se derivan del Suero del Súper Soldado que «mueve sus moléculas un instante antes de la línea de tiempo actual».Este fue diseñado para ser cien mil veces más fuerte que el original usado en el Capitán América, y fue modificado por Arma X.Sin embargo, en la miniserie The Age of the Sentry, se sugiere que Sentry es una fuerza vital sensible, un refugiado de otro universo que intentó abrirse paso hacia otro para su nuevo hogar, y que esto simplemente fue acomodado por el suero.
Aunque se desconocen las habilidades exactas del personaje y sus límites y también se dice que es omnipotente, ha mostrado una pequeña parte de sus poderes levantando un Helicarrier (con la ayuda de Ms. Marvel y Wonder Man); evitando que el Celestial Exitar aplaste la Tierra levantando su pie (con la ayuda de una empoderada Rogue) aunque luego se lo vio cargándolo solo;también pudiendo luchar contra Thor y estancarlo. Desmembró a Carnage con poco esfuerzo. Sentry es considerado por la mutante Emma Frost como uno de los mejores telépatas de la Tierra 616. De alguna manera es resistente al toque mutado de Rogue. Derrotar y romper sin esfuerzo el mango del hacha de Terrax,un heraldo de Galactus que se muestra lo suficientemente poderoso como para cortar planetas por la mitad;golpeando severamente y casi destrozando a la mujer Ultron;y rompiendo fácilmente los escudos del Doctor Doom.Durante la miniserie inicial de Sentry, Spider-Man, en un momento de reflexión, recuerda que Sentry luchó y estancó a Galactus en un momento.
Generalmente restringe sus poderes, restringiendo en gran medida todo su poder.En ocasiones, los ha desatado, mostrando la verdadera magnitud de sus habilidades y fuerza. En algunas de estas ocasiones, sobrecargó las habilidades del Hombre Absorbente; y luchó contra un Hulk enfurecido durante un período prolongado de tiempo hasta que ambos luchadores volvieron a sus formas humanas, tras lo cual Banner dejó inconsciente a Reynolds. El posee una velocidad sobrehumana, lo que le permite evadir o atrapar balas fácilmente; y mediante el vuelo puede viajar hasta el Sol y regresar en cuestión de minutos. El Sentry también es aparentemente invulnerable: las explosiones de veneno de Spider-Woman, capaces de matar incluso a superhumanos a máxima potencia, no tienen ningún efecto sobre él.Nick Fury ha declarado que S.H.I.E.L.D. aún no ha encontrado una manera de matar al Sentry. Los escáneres de Iron Man no han encontrado debilidades físicas en su cuerpo.
El Sentry también tiene sentidos sobrehumanamente agudos. Una vez le dijo a un oponente que podía ver sus centros nerviosos y en otra ocasión dijo que podía escuchar el latido de una mariposa en África mientras estaba en los Estados Unidos. Puede emitir luz, que puede utilizarse para lograr un efecto pacificador. El posee la capacidad de absorber energía de cualquier materia/fuente que le proporcione energía ilimitada. Sentry posee tremendos poderes de proyección de energía, tanto de sus manos como de sus ojos,capaz de dañar incluso a Hulk (en su encarnación de Green Scar), quien ha resistido ileso el equivalente a erupciones solares,y también ha liberado planetas, destruyendo energía contra Genis-Vell. Sentry también ha demostrado en ocasiones la capacidad de teletransportarse instantáneamente en un destello de luz cegador.
Una vez fue capaz de implantar sus recuerdos dentro de la mente de otra persona (también implantó sus pensamientos en la mente del escritor del cómic para que fueran escritos en los cómics), usa sus vastos poderes mentales para mantener el control incluso cuando se encuentra en un estado desigual causado por su enfermedad mental. Después de que Ultrón asesinara a su esposa, Sentry pudo resucitarla simplemente tocándola.
Sentry ha demostrado la capacidad de recrearse a sí mismo después de la destrucción corporal, hasta e incluyendo la destrucción molecular total en segundos (una vez intentó suicidarse volando hacia el corazón del sol). El diálogo entre Reynolds y Void sugiere que esta capacidad particular es automática, involuntaria y está más allá del control de Reynolds o Void.
Finalmente descubrió que todos sus poderes aparentemente derivan de habilidades similares a las del prácticamente omnipotente Hombre Molécula, que usa para tomar el control del cuerpo de este último y resucitarse varias veces después de haber sido aparentemente aniquilado.
Durante una conversación entre Lindy, CLOC y Void, se insinúa que los poderes de Sentry pueden provenir de una fuente cósmica, o posiblemente incluso del Dios judeocristiano-islámico. Lindy creía que sus poderes eran de «proporciones tal vez bíblicas» y teorizó que los superhéroes de hoy en día eran conductos a través de los cuales ahora se canalizaba ese poder superior.Cuando Steve Rogers exige que Norman Osborn le diga cómo los héroes deben detener el Vacío, Osborn dice (aunque posiblemente en sentido figurado) que el Vacío era el «Ángel de la Muerte»;un flashback bíblico anterior también reveló que el ser que trajo las plagas divinas sobre Egipto era aparentemente similar en apariencia al Vacío, quien, milenios después, le afirma al Sentry cuando ataca Nueva York que hacerlo es «el camino de Dios».
Como las moléculas de Sentry están adelantadas a la línea de tiempo actual, esto indica que él existe simultáneamente en el futuro, el presente y el pasado. Su viejo enemigo, Cranio, declaró que el Tiempo se dobla para Sentry, y cada situación que sucede funciona a su favor, una especie de manipulación de la probabilidad, pero en su caso es el Tiempo.

### Void
Robert Reynolds proyecta una entidad como un efecto secundario oscuro de sus poderes.Se ha afirmado que por cada acto benévolo que realiza Sentry, el Vacío corresponde a un intento de un acto de malevolencia. Anteriormente no sabía que Void era una personalidad falsa, pero desde entonces se le informó lo contrario. En la historia de 2009 «Utopía», se separó temporalmente de su ser, con un «fragmento» de su esencia colocado dentro de Emma Frost que luego se transfiere a Scott Summers y actualmente reside encerrado en su mente.
Se han dado varias razones para la existencia del Vacío: la división innata entre el bien y el mal en cualquier persona nominalmente normal; un «virus mental» implementado por el mutante Mente Maestra por orden del General enloquecido;la idea de que Void es de hecho la verdadera personalidad de Rob Reynolds y Sentry es la falsa;como se mencionó anteriormente, el resultado de encubrir su pasado;y, según Norman Osborn, la sobrehumanidad de Sentry erosionó su humanidad, lo que provocó un «vacío» en su vida. Durante la historia de Siege, el Vacío exhibe una forma más demoníaca, capaz de casi masacrar a Thor, derribar toda la ciudad de Asgard y derribar a todos los héroes inmortales y mortales que se le oponen simultáneamente, matando al Loki impulsado por la Piedra Norn en segundos, e incluso partiendo al dios de la guerra, Ares, por la mitad.Norman Osborn afirma que es el Ángel de la Muerte,relacionándose con un preludio anterior que mostró la presencia del Vacío en los tiempos bíblicos. 
Void posee la capacidad de cambiar de forma y, a través de su control sobre el clima y la oscuridad, puede crear tormentas destructivas y «zarcillos infinitos» mortales que atacan la mente. Las víctimas empaladas en los zarcillos experimentan visiones traumáticas del pasado, presente y futuro. Su apariencia habitual varía entre un villano sombrío que lleva una gabardina y un enorme huracán de oscuridad. También puede asumir poderes que dependen de la forma, como una forma de llama que escupe fuego, alternativamente un monstruo blindado con superfuerza y dureza. Es más fuerte durante la noche y en la Zona Negativa (que también es la fuente de fuerza y poder de Blue Marvel), donde ha demostrado ser capaz de dominar fácilmente a Hulk rompiendo cada hueso de su cuerpo en momentos. Casualmente, Sentry está en su punto más débil en la Zona Negativa. Un simple asalto físico requirió mucho esfuerzo para contenerlo, incluso con los campos de fuerza combinados de Iron Man, Doctor Strange y la Mujer Invisible, mientras que las fuerzas unidas de los Nuevos Vengadores, Los 4 Fantásticos, X-Men, Inhumanos, Illuminati y agentes de S.H.I.E.L.D. fuertemente armados lo atacaron simultáneamente.

## Equipo
Junto a Sentry para enfrentarse al Vacío se encuentran su compañero Scout, su leal compañero canino Watchdog y su igual, Sentress, una mujer llamada Jenny.

### Scout
Billy Turner es el fiel compañero y socio de Sentry. Después de que Sentry hizo que el mundo entero olvidara su existencia con la ayuda de Mister Fantastico y Doctor Strange para detener el Vacío, Billy pasó a vivir una vida normal. El vivía con su madre y trabajaba en un restaurante de comida rápida. Cuando Sentry resurgió por primera vez, los recuerdos de Billy de su vida como Scout regresaron. Se vistió con su antiguo disfraz y se unió al Sentry y a muchos otros héroes en la Estatua de la Libertad para oponerse al Vacío. Cuando Sentry se vio obligado a regresar a la oscuridad, Billy volvió a su vida normal.
Los poderes de Scout son similares a los de Sentry (fuerza sobrehumana, velocidad y resistencia; curación regenerativa; vuelo; etc.) y también se obtuvieron bebiendo el súper suero.

### Watchdog
Watchdog es un Corgi Galés superpoderoso. El recibe órdenes verbales del Sentry. Las órdenes se dan con el prefijo Watchdog, seguido directamente de órdenes como Guardia, Quédate, etc. Watchdog siempre obedece.

## Otras versiones

### Era de Apocalipsis
Un Sentry zombie aparece como miembro de la Legión Negra en la realidad de Era de Apocalipsis.

### House of M
Después de que Wanda Maximoff cambia el mundo en House of M #1, se ve brevemente a Robert Reynolds con el Doctor Strange en una sesión de terapia. Le cuenta a Strange sobre un sueño en el que ve una inmensa oscuridad (el Vacío) cayendo sobre él.

### Marvel Zombies
Una versión de Sentry es responsable del brote de zombies representado en Ultimate Fantastic Four y Marvel Zombies. Un héroe disfrazado parecido al Sentry aparece de otro universo en busca de comida. Los Vengadores intentan interceptarlo y son inmediatamente infectados. El virus zombie se propaga rápidamente a casi todos los personajes superpoderosos de ese mundo. El héroe disfrazado responsable del brote nunca es llamado por su nombre y sólo se distingue por su atuendo. Se desconoce qué le sucede después de su contacto inicial con este universo.
En Marvel Zombies Vs. Army of the Darkness, se revela que el zombie Sentry era un no-muerto en el más allá, comiéndose a todos los que salían a la «luz» y arrojando a Ash al mundo de superhéroes aún no infectado. Desafortunadamente, Sentry encuentra su camino a través del mismo portal e infecta a los Vengadores que vinieron a enfrentarlo en primer lugar. Se une a ellos para diezmar la ciudad y consumir a los civiles. Sin embargo, no se le ve después.
En Marvel Zombies Return, se revela que la infección y el viaje universal de Sentry es una paradoja de la predestinación. Cuando el Hombre Gigante del universo Marvel Zombies llega a una versión pasada del Universo Marvel, infecta a Hulk, quien luego infecta a Sentry. Al final de la historia, Sentry es enviado a través del multiverso por la versión terrestre de Uatu el Vigilante e infecta a los Vengadores, desencadenando toda la serie de eventos mientras «contiene» la infección entre estos dos universos para que esencialmente «devore» sí mismo'. En el one-shot Marvel Zombies: Evil Evolution, Zombie Reed Richards especula que un teletransportador dimensional que estaba probando puede haber sacado al Centinela de su realidad, aunque ya sea desde las Puertas del Cielo o si fue el otro extremo de Uatu. El teletransportador no se revela.

### Era de Sentry
Esta versión de Sentry es prácticamente idéntica a la contraparte convencional, se convierte en un héroe y lucha contra villanos junto a Scout, Watchdog y Sentress y se enamora de Lindy Lee. Posteriormente, Gorax, el malvado alienígena con forma de cerebro, pudo quitarle los poderes a Sentry, lo que provocó que Robert y Lindy retrocedieran en el tiempo y recuperaran sus poderes. Luego, los dos villanos conocidos como Phineas Mason y Pensador Loco comenzaron a hacerse pasar por dos cineastas que estaban usando su maquinaria para drenar el poder de Sentry, lo que finalmente falló.

### Deadpool: Killustrated
En Deadpool: Killlustrated, el cadáver de un Sentry se ve junto con otros héroes fallecidos después de ser asesinado por Deadpool.

### What If?
Sentry ha aparecido en algunos números de What If:
- En What If the Skrulls succeeded in their Secret Invasion?, Sentry está aliado con los Skrulls, junto con los Thunderbolts, y lucha contra la Alianza de los Vengadores por la Libertad cuando los Skrulls invaden Wakanda después de que Marvel Boy destruye un Templo de Conversión con un ataque suicida. Durante la batalla contra la Alianza de los Vengadores, Sentry destruye el cañón de vacunas construido para propagar un virus Legacy modificado por todo el planeta, cuyo objetivo era revertir la conversión humana en Skrulls. Después de la destrucción del cañón, Sentry continúa luchando contra Thor, quien toma ventaja y lamentablemente declara que Sentry es demasiado peligroso para dejarlo vivir. Thor mata a Sentry rompiéndole el cuello.[93]
- En What If Osborn Won Siege?, Sentry mata a Ares antes del asalto a Asgard y, como resultado, puede concentrarse en los otros héroes presentes. Sentry mata a la mayoría de los héroes, lo que permite a los Vengadores Oscuros asesinar al resto. Posteriormente, una camarilla liderada por el Dr. Doom confronta a Sentry sabiendo que Bullseye mató a su esposa Lindy con la esperanza de que Sentry se vuelva contra Osborn. Sin embargo, envía a Sentry al límite y permite que el Vacío tome el control total. Como el Vacío, mata a la Camarilla, Bullseye, Osborn y finalmente destruye la Tierra, presagiando que comenzaría a moverse a través del universo causando destrucción.[94]

## En otros medios

### Película
- Robert «Bob» Reynolds como Sentry y el Vacío aparece en la película del Universo cinematográfico de Marvel Thunderbolts* (2025), interpretado por Lewis Pullman.[95]Esta versión fue creada por Valentina Allegra de Fontaine y el Grupo O.X.E. Es un individuo con superpoderes que sufre de amnesia y se cree que es más fuerte que todos los Vengadores combinados.
- Bob Reynolds / Sentry aparecerá en la próxima película de UCM Avengers: Doomsday (2026), interpretado nuevamente por Lewis Pullman.[96]

### Videojuegos
- Sentry aparece en la versión para Nintendo DS de Marvel: Ultimate Alliance 2, con la voz de Nolan North.
- Sentry es un personaje jugable en Marvel Super Hero Squad Online.
- Robert Reynolds es un personaje jugable en Marvel: Contest of Champions como Sentry y the Void.[97]
- Sentry es un personaje jugable en Marvel Puzzle Quest.
- Sentry aparece en Lego Marvel Vengadores.
- Sentry es un personaje jugable en Marvel Future Fight.
- Sentry aparece como una carta jugable en Marvel Snap.

### Juguetes
- Marvel Legends lanzó a Sentry en la Giant Man Series como figura exclusiva de Wal-Mart y en 2015 Marvel lanzó a Sentry en la serie Avengers Infinite.

### Música
- La letra de la canción «A Million Exploding Suns» de Horse the Band se basa en la dualidad del estilo de vida de Sentry.
- Seth Marton, más conocido como Seth Sentry, es un rapero australiano de Victoria, Australia, cuyo nombre de actor es una referencia a Sentry, ya que era el superhéroe favorito de Marton mientras crecía.